# 比瓦尼縣
比瓦尼縣（Bhiwani district）是印度的一個縣，位於該國北部，由哈里亞納邦負責管轄，面積5,140平方公里，每年平均降雨量420毫米，識字率為68.17%，2001年人口1,425,022，人口密度每平方公里277人。

## 外部連結
- Official website of Bhiwani district
- list of places in Bhiwani

28°47′00″N 76°08′00″E / 28.7833°N 76.1333°E